# Леди Макбет
Леди Макбет — один из центральных персонажей трагедии Уильяма Шекспира «Макбет» (приблизительно 1603—1607). Будучи женой главного героя, шотландского аристократа Макбета, она подталкивает мужа к убийству короля и захвату трона. В результате Макбет становится кровожадным тираном, а леди Макбет сходит с ума из-за чувства вины и совершает самоубийство за кулисами. Она играет важную роль в первых двух актах пьесы. Сцена, в которой леди Макбет ходит во сне (в пятом акте) является поворотным моментом в трагедии, а реплика «Вон, проклятое место!» стала знаменитой. Сообщение о смерти леди Макбет в конце пятого акта заставило Макбета произнести один из важнейших для трагедии монологов.
Жена Макбета существовала в реальности и носила имя Груох, но Шекспир создал совершенно новый образ, основываясь на единственном упоминании леди Макбет в хронике Холиншеда. Роль леди Макбет за четыре века сыграло множество выдающихся актрис.
В честь неё Лесков назвал своё произведение «Леди Макбет Мценского уезда».

## В пьесе
Леди Макбет впервые появляется в конце пятой сцены первого акта, когда она узнает из письма мужа, что три ведьмы предсказали ему корону. Она осознаёт, что Макбет слишком добр для цареубийства, и постепенно убеждает его в необходимости этого деяния. Леди Макбет усыпляет слуг Дункана I, подаёт мужу кинжал и ждёт поблизости, пока тот убивает спящего короля. Когда Макбет приносит кинжалы, супруга приказывает ему вернуть оружие на место преступления, потом делает это сама и мажет лица спящих слуг королевской кровью. Её роль в дальнейших событиях менее важна: Макбет замышляет новые убийства, не советуясь с женой. Гибель жены и детей Макдуфа приводит леди Макбет в ужас, в итоге она сходит с ума из-за чувства вины. В последний раз эта героиня появляется в пьесе ходящей во сне и пытающейся стереть с рук кровь убитых. Королева умирает за кулисами, и Малкольм позже заявляет, что она умерла от «собственной вины и жестоких рук».
В Первом фолио, единственном источнике текста пьесы, этот персонаж никогда не упоминается как леди Макбет. Это жена Макбета, леди Макбета или просто леди.

## Исторический прототип
Прообразом леди Макбет стала Груох, дочь Бойде и внучка короля Шотландии Кеннета III, жившая в первой половине XI века. Она стала женой мормэра Морея Гиллекомгана, от которого родила по крайней мере одного сына, Лулаха. Гиллекомган в 1032 году был сожжён заживо с 50 своими людьми. Он стал, по словам историка Агнес Мак-Кензи, жертвой «какой-то внутрисемейной распри»: его мог убить либо король Малькольм II, мстивший за своего брата Дунгала, либо внук короля по женской линии и двоюродный брат убитого по мужской Макбет, мстивший за своего отца Финдлеха. В следующем году один из родственников Груох (вероятно, единственный брат) был убит по приказу Малькольма II.
Новым мормэром Морея стал Макбет, взявший Груох в жёны. В 1040 году он убил (предположительно в сражении) следующего короля Шотландии, своего двоюродного брата Дункана I, и занял престол. Имя Груох фигурирует вместе с именами Бойде и Макбета в хартиях о выделении денег монастырю Лох-Ливен, но дата её смерти неизвестна. Макбет погиб в 1057 году в борьбе с сыном Малькольма, его преемником стал Лулах, погибший годом позже.
В «Хронике» Рафаэля Холиншеда, главном историческом источнике Шекспира, жена Макбета упоминается только в одном предложении, где речь идёт о намерении героя убить Дункана I: «Слова трех странных сестер… также сильно ободрили его [Макбета] в этом; но особенно сильно его жена настаивала на том, чтобы он предпринял эту попытку, поскольку она была очень честолюбива и горела неутолимым желанием носить имя королевы». Кроме того, в главе, посвящённой королю Дуффу, упоминается капитан Донвальд, чьих сородичей казнил этот монарх. Жена Донвальда уговаривает его убить короля и помогает ему в этом.

## В экранизациях
Леди Макбет появляется в многочисленных художественных фильмах, снятых на основе пьесы Шекспира:
- 1916 — Макбет (Констанс Колльер);
- 1948 — Макбет (Жанетт Нолан);
- 1954 — Макбет (Джудит Андерсон);
- 1961 — Макбет (Зои Колдуэлл);
- 1965 — Макбет (Терри Алдред);
- 1979 — Макбет (Джуди Денч);
- 1981 — Макбет (Пайпер Лори);
- 1997 — Макбет в поместье (Сьюзен Видлер);
- 2001 — Скотланд, Пенсильвания (Мора Тирни);
- 2010 — Макбет (Кейт Флитвуд);
- 2015 — Макбет (Марион Котийяр);
- 2017 — Макбет (Кристин Пеллерин);
- 2017 — Макбет (Криша Фокс);
- 2017 — Макбет Шотландский (Роза Варинер);
- 2017 — Скрыт кинжал за каждою улыбкой (Бриттани Хреха);
- 2018 — Макбет (Нив Кьюсак);
- 2018 — Макбет (Энн-Мари Дафф);
- 2021 — Трагедия Макбета (Фрэнсис Макдорманд).